# HD 2837
HD2837 є хімічно пекулярною зорею
спектрального класу
A1 й має видиму зоряну величину в
смузі V приблизно  9.1.
.

## Пекулярний хімічний вміст
Зоряна атмосфера HD2837 має підвищений вміст
Cr
.